# New Bay Diner Restaurant
Das Route 66 Diner (ehem. New Bay Diner Restaurant) ist ein 1957 gebauter Diner in Springfield im Bundesstaat Massachusetts der Vereinigten Staaten. Es zählt zum Typ des „Stainless-Steel-Diners“, da es zu großen Teilen aus rostfreiem Stahl besteht, und wurde am 4. Dezember 2003 im Rahmen der Multiple Property Submission Diners of Massachusetts MPS unter der Bezeichnung New Bay Diner Restaurant in das National Register of Historic Places (NRHP) eingetragen.

## Beschreibung
Das Route 66 Diner ist ein gut erhaltenes Beispiel für einen „Stainless-Steel-Diner“ in Massachusetts. Es wurde 1957 als Baunummer #532 von dem Unternehmen Mountain View Diners in Signac, New Jersey gebaut und befindet sich in einem gemischt genutzten Gebiet östlich des Geschäftszentrums von Springfield. Es besteht aus einer Stahlskelett-Konstruktion, die mit rostfreiem Stahl (englisch stainless steel) verkleidet ist und horizontale Akzente in roter Farbe aufweist. Das abgerundete Walmdach ist mit Kautschukfolie gedeckt und verfügt über eine Stahlbrüstung. Der – in diesem Fall später hinzugefügte – überdachte Eingang an der Vorderseite ist ein typisches Merkmal für Diner der Nachkriegszeit. Ein Nebeneingang befindet sich an der Ostseite des Diners. Zwischen den Fenstern stützen gebördelte Pilaster das Dach. Auf der Rückseite befindet sich ein einstöckiger Anbau aus Beton, in dem die Küche und Toiletten untergebracht sind.
Im Inneren erstreckt sich die Theke über die gesamte Länge und verfügt über 17 Barhocker. Weitere Sitzplätze bieten sechs Tischnischen entlang der Vorderseite. Die Tische sind mit Laminat, die Sitzflächen mit PVC bezogen. Viele Teile sind noch im Original erhalten, darunter die braunen bzw. beigen Terrazzo-Fliesen und alle Stahloberflächen.

## Historische Bedeutung
Das Route 66 ist eines von nur noch sechs existierenden Dinern des Herstellers Mountain View Diners in Massachusetts und das einzig verbliebene in Springfield. Es war das vorletzte Diner des Unternehmens, das 1957 sein Geschäft aufgab, und besitzt aus diesen Gründen eine herausragende historische Bedeutung.
1964 war das 1957 aufgestellte Diner als New Bay Diner Restaurant unter der Leitung von Anthony Viamare bei der Stadtverwaltung angemeldet. Der Zusatz „Restaurant“ deutet auf den Trend zu dieser Zeit hin, eine familienorientierte Atmosphäre zu schaffen und sich insbesondere von den aufstrebenden Fastfood-Ketten abzugrenzen. 1988 erwarb Donald A. Roy das Diner und benannte es in Route 66 Diner um. Er bezog sich dabei auf den historischen Verlauf der seit 1926 bestehenden Route 66, die von Illinois bis nach Kalifornien führt.